# Indicazione geografica protetta
Indicazione geografica protetta ou IGP (en français, Indication géographique protégée) désigne des produits agricoles et des denrées alimentaires étroitement liés à une zone géographique italienne.
Le sigle IGP fait partie de la politique de qualité des produits agricoles de l'Union européenne.

## Exemples d'IGP
- Bresaola della Valtellina
- Porchetta di Ariccia
- Prosciutto Amatriciano
- Aceto Balsamico di Modena
- Ciauscolo
- Cipolla Rossa di Tropea Calabria
- Abbacchio Romano
- Radicchio di Chioggia
- Prosciutto di Sauris
- Ricciarelli di Siena
- Sedano Bianco di Sperlonga
- Mela di Valtellina